# Scarsdale

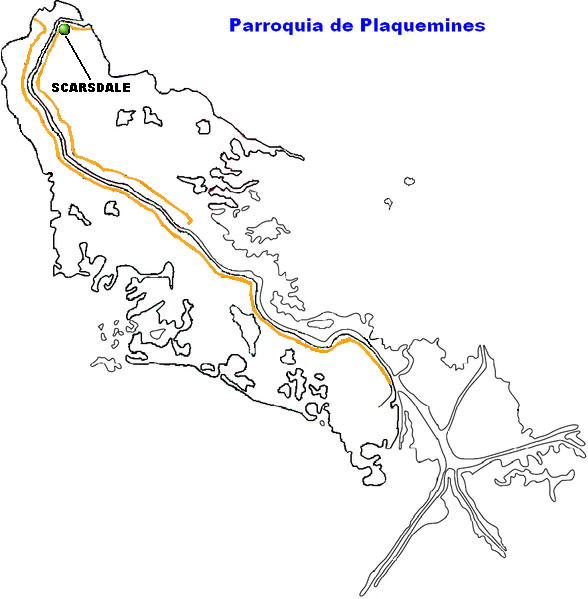
Localización de Scarsdale en el mapa de la Parroquia de Plaquemines.

Scarsdale es una pequeña localidad ubicada sobre el delta del río Misisipi, dentro de la parroquia de Plaquemines, en el estado de Luisiana, Estados Unidos.

## Geografía
La localidad de Scarsdale se localiza en las siguientes coordenadas: 29°50′42″N 89°58′40″O / 29.84500, -89.97778.
Se sitúa a sólo tres metros de altitud sobre el nivel del mar, convirtiéndose una zona proclive a las inundaciones. Su población se compone de menos de doscientos habitantes. Esta localidad se encuentra ubicada a unos dieciséis kilómetros de Nueva Orleans la principal ciudad de todo el estado, y a 517 kilómetros del aeropuerto internacional más cercano, el (IAH) Houston George Bush Intercontinental Airport.

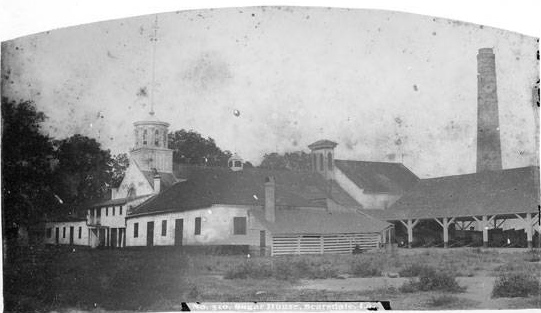
Procesadora de azúcar en Scarsdale.